# Krackow
Krackow [ˈkraːko] ist eine Gemeinde im Landkreis Vorpommern-Greifswald im äußersten Südosten Mecklenburg-Vorpommerns. Die Gemeinde gehört zum Amt Löcknitz-Penkun mit Sitz in der Gemeinde Löcknitz.

## Geografie

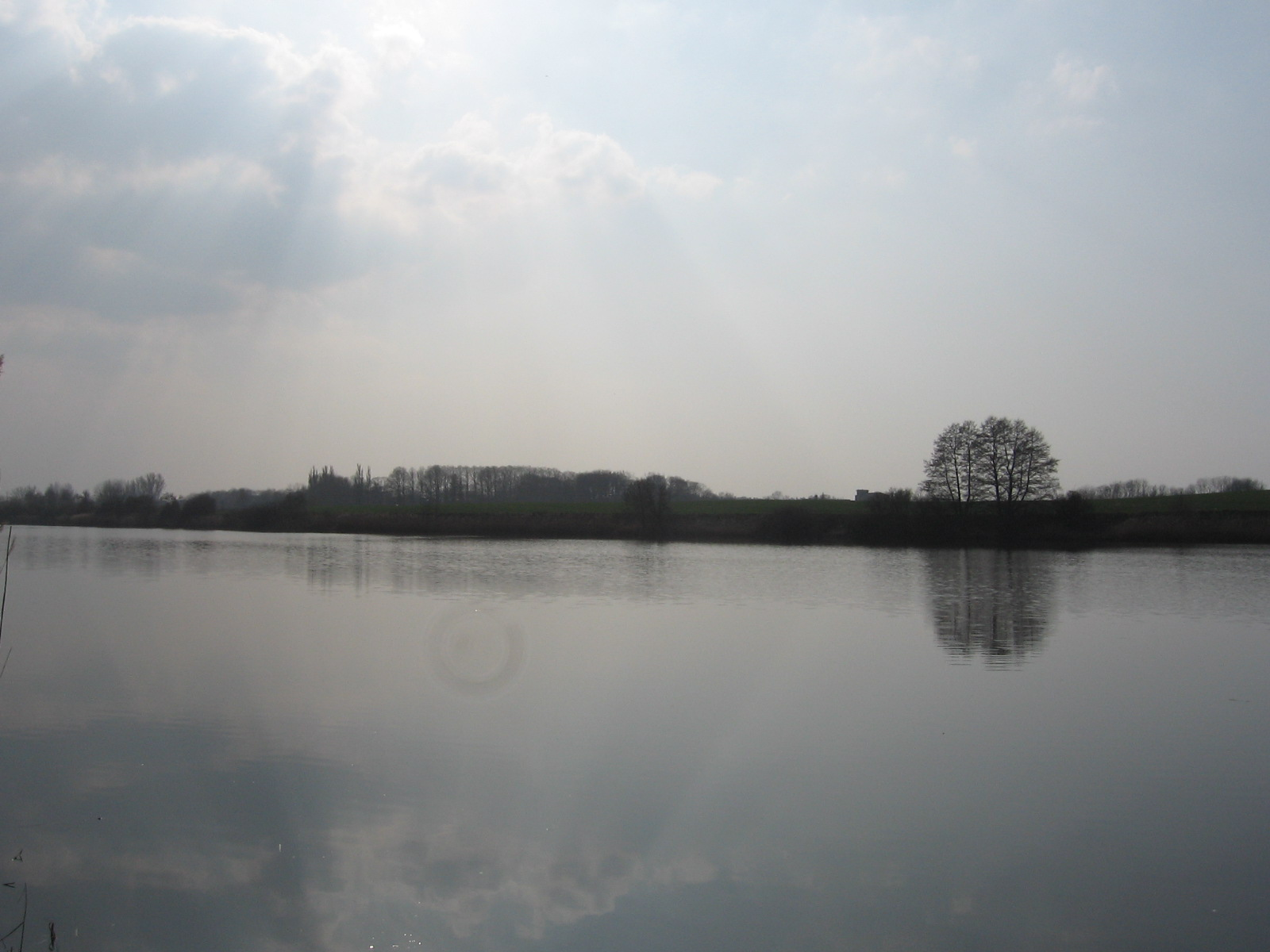
Lebehnscher See

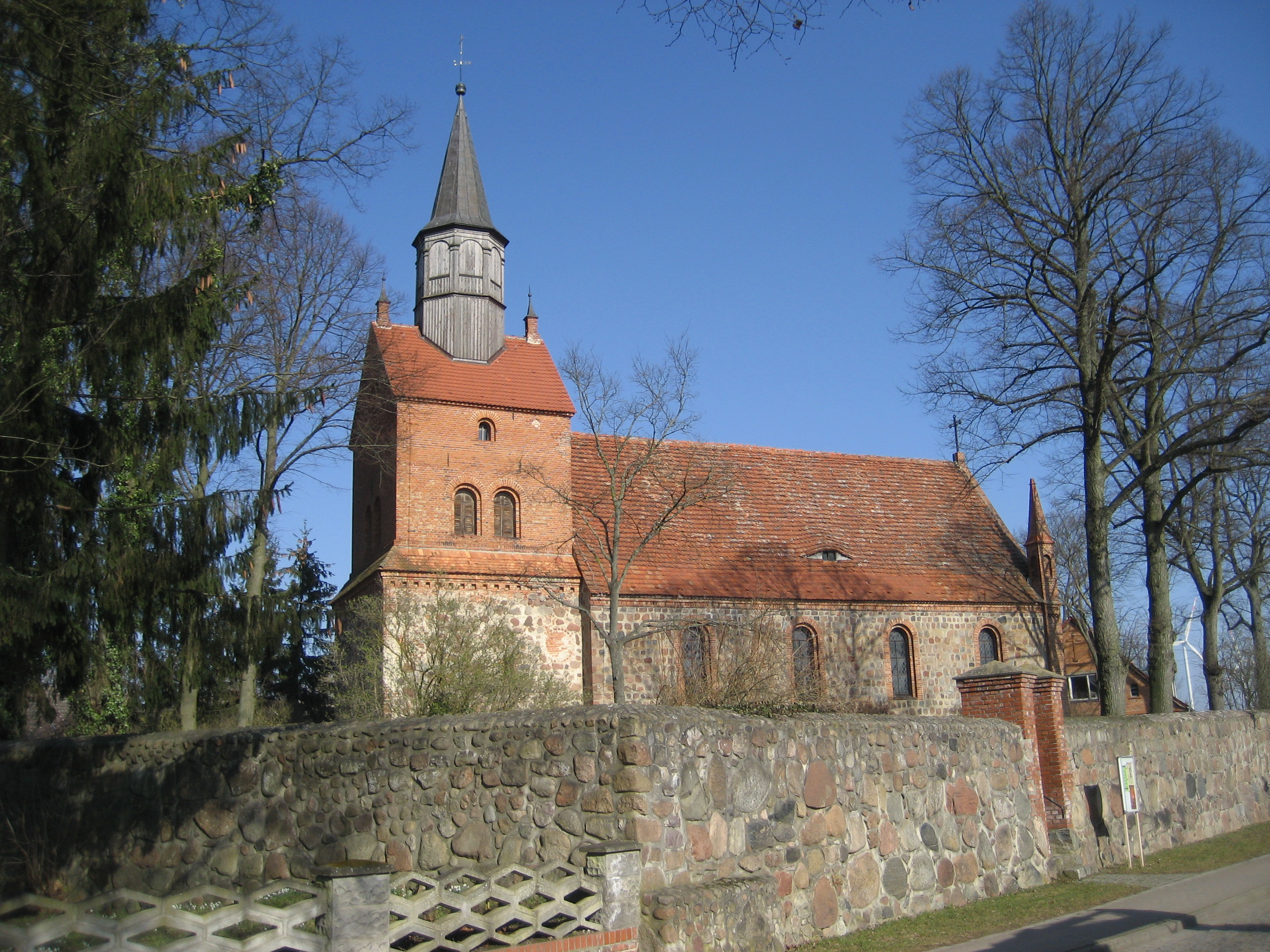
Kirche in Krackow

Krackow befindet sich im Südostzipfel des Landes Mecklenburg-Vorpommern zwischen der Randow (Landesgrenze zu Brandenburg und auf 4 km Gemeindegrenze) und der 10–15 km entfernten Oder im Osten. Krackow liegt 25 km südöstlich der Stadt Pasewalk und 20 km südwestlich des Stadtzentrums von Stettin (Szczecin, Polen). Im Westen hat das Gemeindegebiet Anteil am Randowbruch. Der größere Teil aber liegt auf dem hügeligen Grundmoränenrücken. Hier gibt es, vor allem im Osten der Gemeinde, mehrere kleine Seen; der flächenmäßig größte ist der Lebehnsche See im Nordosten. Nahe dem Ortsteil Schuckmannshöhe befindet sich mit dem Düsteren See ein Badesee. Der Wasserspiegel des Seegrabens, der einen See südlich der Gemeinde zur Randow hin entwässert, liegt in Krackow 14 m über dem der Randow. Die Höhen der Hügelkuppen liegen etwa 40 m über NN.
Umgeben wird Krackow von den Nachbargemeinden Glasow im Norden, Grambow im Nordosten, Nadrensee im Osten, Penkun im Süden sowie Brüssow im Westen.

## Gemeindegliederung
Ortsteile
| - Battinsthal - Hohenholz | - Kyritz - Lebehn | - Schuckmannshöhe |

Eingemeindungen
- Battinsthal mit Schuckmannshöhe und Hohenholz wurden am 15. Oktober 1950 als ein Ortsteil eingemeindet.[3]
- Lebehn mit Kyritz wurden am 13. Juni 2004 als ein Ortsteil eingemeindet.[4]

## Geschichte
Krackow: Der Name ist slawischen Ursprungs und könnte Ort der Krähen bedeuten (Kracac = krächzen) oder von krk = Hals abgeleitet sein und sich auf die geografische Lage in einem Bachtal zwischen Seen und dem breiten Randowtal beziehen. Nach archäologischen Erkenntnissen fand die slawische Ortsgründung um nach 600 n. Chr. statt. Die erste urkundliche Erwähnung des Ortes war 1271 als Otto von Ramin den Franziskanern zu Stettin aus seinen Gütern zu Krackow eine Hebung schenkte.
Battinsthal wurde im 17. Jahrhundert als Vorwerk angelegt, im Gutspark befindet sich eine Grabkapelle.
Schuckmannshöhe wurde 1824 von Kammerherr Carl Friedrich von Schuckmann als Vorwerk von Battinsthal angelegt.
Hohenholz ist über 700 Jahre alt und war früher ein Rittergut. Die örtliche Feldsteinkirche mit Fachwerkturm wurde saniert. Das Gutshaus, ein zweigeschossiger verputzter Backsteinbau, wurde 1840 im Stil des Barock für die Familie von Eickstedt errichtet, die das Gut von 1280 bis 1945 besaß.
Lebehn wurde 1490 erstmals erwähnt. Zusammen mit dem Ort Kyritz (erste Erwähnung 1523) liegt Lebehn in einem Seengebiet.

### Einwohnerentwicklung
| Jahr | Krackow | Battinsthal | Schuckmannshöhe | Hohenholz | Lebehn | Kyritz | Quelle |
| ---- | ------- | ----------- | --------------- | --------- | ------ | ------ | ------ |
| 1900 | 401     | 204         |                 | 356       | 155    | 29     | [ 5 ]  |
| 1925 | 595     |             |                 | 468       | 244    |        | [ 6 ]  |
| 1933 | 739     |             |                 | 218       | 275    |        | [ 6 ]  |
| 1939 | 756     |             |                 | 211       | 268    |        | [ 6 ]  |
| 1990 | 742     | ---         | ---             | ---       | 189    |        | [ 7 ]  |
| 1995 | 707     | ---         | ---             | ---       | 174    |        | [ 7 ]  |
| 2000 | 693     | ---         | ---             | ---       | 160    |        | [ 7 ]  |
| 2003 | 644     | ---         | ---             | ---       | 154    |        | [ 7 ]  |
| 2005 | 776     | ---         | ---             | ---       | ---    | ---    | [ 7 ]  |
| 2010 | 724     | ---         | ---             | ---       | ---    | ---    | [ 7 ]  |
| 2015 | 671     | ---         | ---             | ---       | ---    | ---    | [ 8 ]  |
| 2020 | 625     | ---         | ---             | ---       | ---    | ---    | [ 9 ]  |

## Politik

### Bürgermeister
- vor 2006 bis Juli 2016 Alfred Hopfinger (zurückgetreten)
- Juli bis November 2016 Hans-Peter Bobrowski (amtierend)
- seit November 2016 Gerd Sauder

### Dienstsiegel
Die Gemeinde verfügt über kein amtlich genehmigtes Hoheitszeichen, weder Wappen noch Flagge. Als Dienstsiegel wird das kleine Landessiegel mit dem Wappenbild des Landesteils Vorpommern geführt. Es zeigt einen aufgerichteten Greifen mit aufgeworfenem Schweif und der Umschrift „GEMEINDE KRACKOW * LANDKREIS VORPOMMERN-GREIFSWALD“.

## Sehenswürdigkeiten, Kultur und Bildung

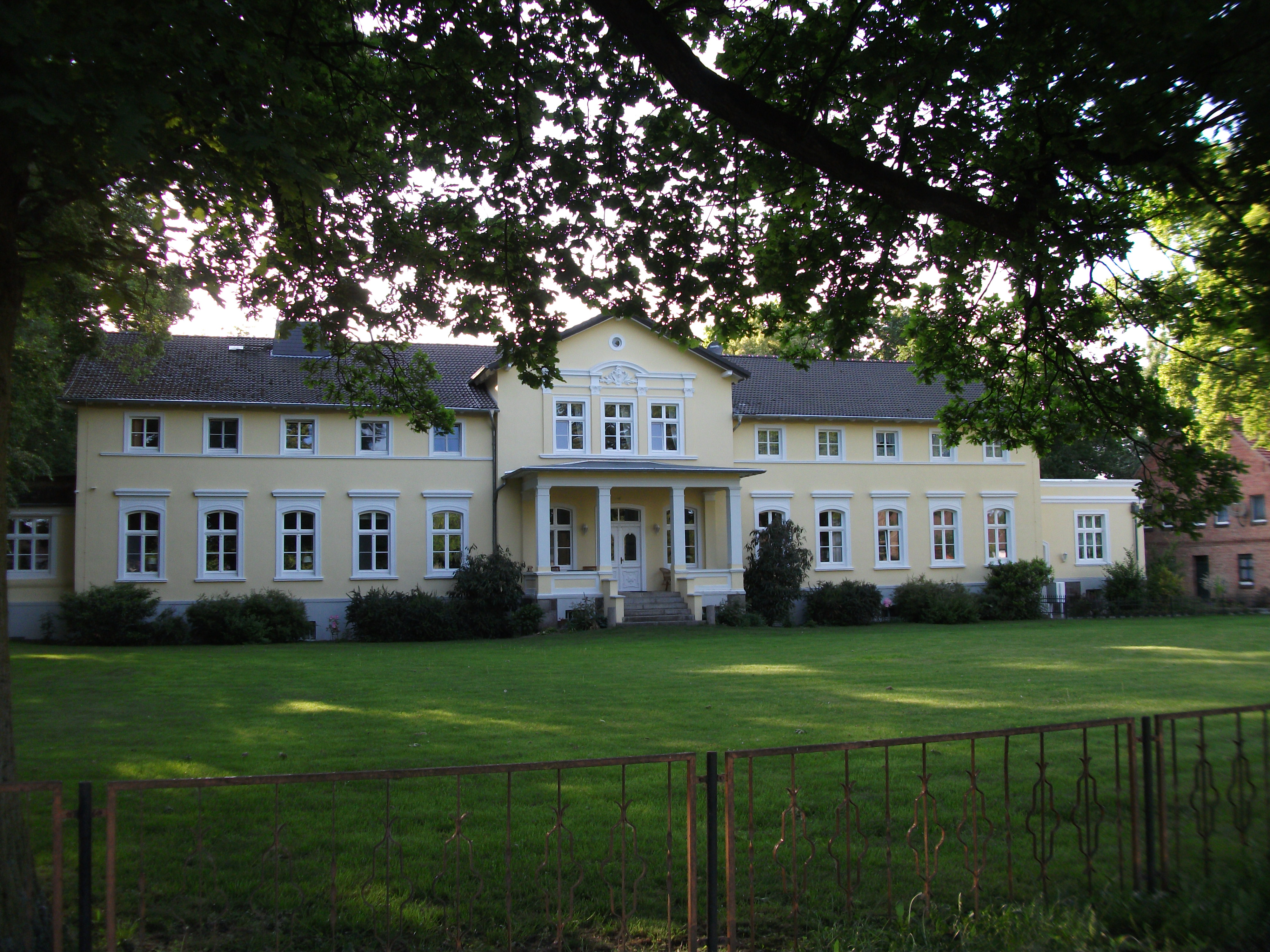
Gutshaus in Krackow

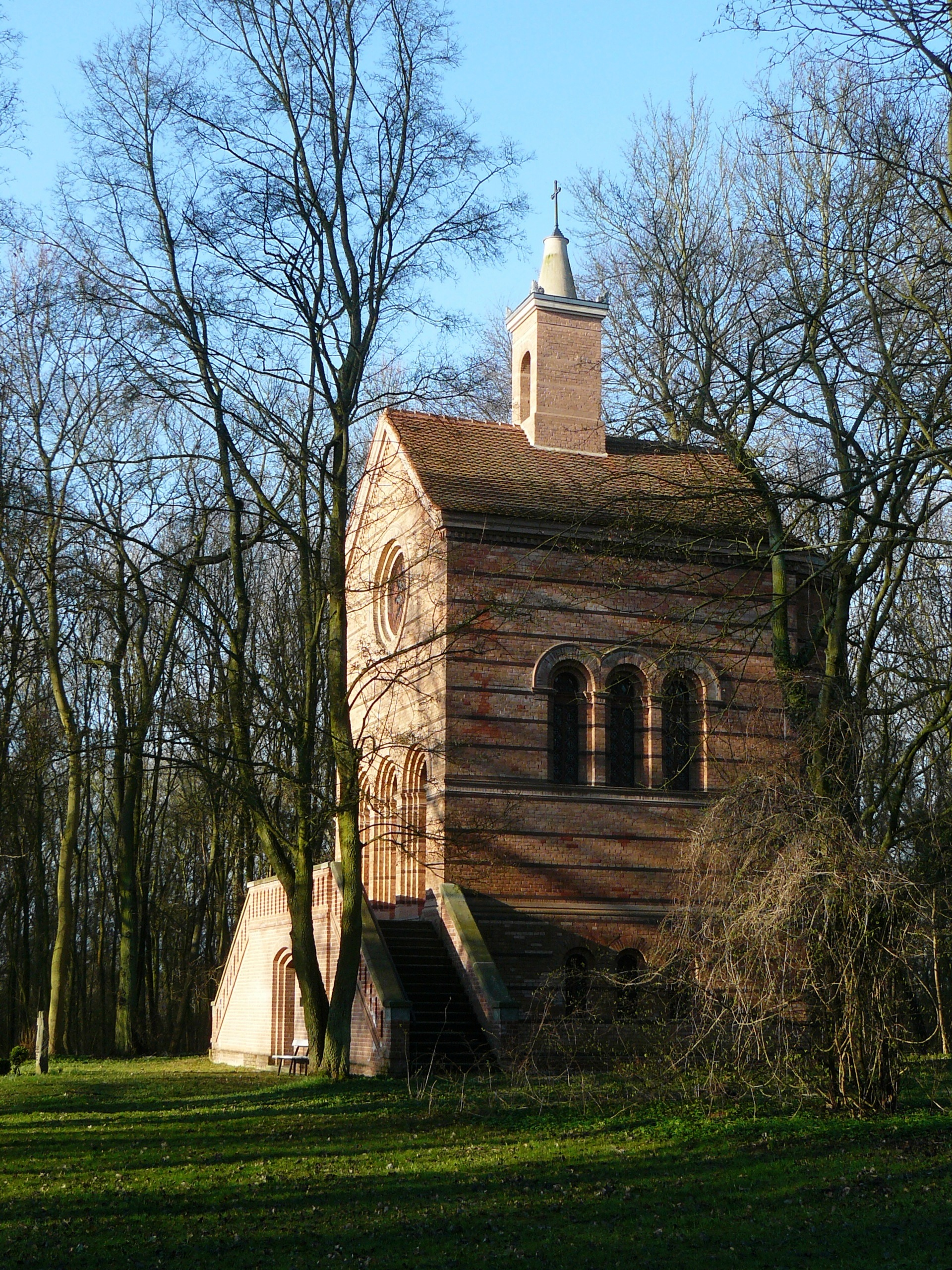
Grabkapelle in Battinsthal

### Bauwerke

#### Krackow
- - Historische Nutzgarten
  - Feldsteinkirche aus dem 13. Jahrhundert
  - Gutshaus: Zweigeschossiger, 13-achsiger Putzbau mit Mittelrisalit
  - Gutshaus: Eingeschossiger, 8-achsiger Putzbau mit Krüppelwalmdach und Mittelrisalit sowie dem großen Stallspeicher; Gutsbesitz u. a. der Familien von Krakevitz (13. Jh.) und Moltke (14. Jh.)
  - Das Fahrzeugmuseum Krackow, alternativ Oldtimermuseum Krackow und Oldtimer- und Kutschenmuseum Krackow, stellt Kutschen, Schlitten, Motorräder und Autos aus. Die Kraftfahrzeuge stammen aus der Zeit von 1923 bis 1993. Besonderheiten sind ein Ford Modell T und ein Wolseley 4/44. Es existiert seit mindestens Januar 2010.[11] Die Betreibergesellschaft Oldtimer- und Kutschenmuseum Krackow e. V. öffnet das Museum an den Wochenenden.[12]
- Battinsthal: Gutshaus sowie Gutspark mit Friedhof und Grabkapelle

#### Hohenholz
- - Einschiffige Saalkirche aus Granitstein aus der zweiten Hälfte des 13. Jahrhunderts mit Fachwerkturm
  - Gutshaus (Schloss) Hohenholz: Ein zweigeschossiger barocker, verputzter Backsteinbau mit Mansarddach und Mittelrisalit; 1840 für die Familie von Eickstedt errichtet
- Gutshaus Lebehn: Zweigeschossiger Putzbau von 1910 mit Park

→ Siehe auch Liste der Baudenkmale in Krackow

### Regelmäßige Veranstaltungen
- Alljährlich veranstaltet der Oldtimerverein eine Ausfahrt und lädt zum Treffen ein.

### Bildung
In Krackow befindet sich die Kindertagesstätte Kinderland.

## Verkehrsanbindung
Krackow liegt an der Bundesstraße 113, 3,5 Kilometer nördlich der Autobahnauffahrt Penkun an der Bundesautobahn 11 (Berlin–Stettin). Die Grenzübergänge nach Polen sind nur wenige Kilometer entfernt (Mescherin, Rosow, Pomellen, Linken). Touristisch ist die Gemeinde durch den Oder-Neiße-Radweg angebunden.

## Persönlichkeiten
- Ulrich Scherping (1889–1958), Oberstjägermeister
- Emil von Hacke (1814–1887), preußischer Generalleutnant, stellvertretender Kommandeur der 38. Infanterie-Brigade
- Otto von Ramin († 18. Februar 1610 in Stettin) war Kanzler im Herzogtum Pommern-Stettin[13]